# Louhisaari (ö i Norra Karelen, Mellersta Karelen, lat 62,31, long 29,79)
Louhisaari är en ö i Finland. Den ligger i sjön Pyhäselkä och i kommunen Rääkkylä i den ekonomiska regionen  Mellersta Karelens ekonomiska region  och landskapet Norra Karelen, i den sydöstra delen av landet, 300 km nordost om huvudstaden Helsingfors. Öns area är 12,2 hektar och dess största längd är 0,7 kilometer i öst-västlig riktning.